# Bulgaria Open 2006
Die Bulgaria Open 2006 im Badminton fanden vom 6. bis zum 10. Dezember 2006 in Sofia, Bulgarien, statt. Das Preisgeld betrug 30.000 US-Dollar.

## Sieger und Platzierte
| Disziplin    | Gold                                | Silber                                     | Bronze                           |
| ------------ | ----------------------------------- | ------------------------------------------ | -------------------------------- |
| Herreneinzel | Kasper Ødum                         | Lee Tsuen Seng                             | Przemysław Wacha                 |
| Herreneinzel | Kasper Ødum                         | Lee Tsuen Seng                             | Björn Joppien                    |
| Dameneinzel  | Petya Nedelcheva                    | Ella Karachkova                            | Anna Rice                        |
| Dameneinzel  | Petya Nedelcheva                    | Ella Karachkova                            | Weny Rahmawati                   |
| Herrendoppel | Mathias Boe Joachim Fischer Nielsen | Anders Kristiansen Simon Mollyhus          | Matthew Hughes Martyn Lewis      |
| Herrendoppel | Mathias Boe Joachim Fischer Nielsen | Anders Kristiansen Simon Mollyhus          | Robert Adcock Robin Middleton    |
| Damendoppel  | Meiliana Jauhari Purwati            | Valeria Sorokina Nina Vislova              | Joanne Nicholas Natalie Munt     |
| Damendoppel  | Meiliana Jauhari Purwati            | Valeria Sorokina Nina Vislova              | Weny Rahmawati Elodie Eymard     |
| Mixed        | Alexandr Nikolaenko Nina Vislova    | Mikkel Delbo Larsen Mie Schjøtt-Kristensen | Svetoslav Stoyanov Elodie Eymard |
| Mixed        | Alexandr Nikolaenko Nina Vislova    | Mikkel Delbo Larsen Mie Schjøtt-Kristensen | Jacob Chemnitz Julie Houmann     |

## Finalresultate
| Disziplin    | Sieger                              | Finalist                                   | Ergebnis            |
| ------------ | ----------------------------------- | ------------------------------------------ | ------------------- |
| Herreneinzel | Kasper Ødum                         | Lee Tsuen Seng                             | 17:21, 23:21, 21:19 |
| Dameneinzel  | Petya Nedelcheva                    | Ella Karachkova                            | 19:21, 21:19, 21:16 |
| Herrendoppel | Mathias Boe Joachim Fischer Nielsen | Anders Kristiansen Simon Mollyhus          | 18:21, 21:18, 25:23 |
| Damendoppel  | Meiliana Jauhari Purwati            | Valeria Sorokina Nina Vislova              | 21:10, 21:9         |
| Mixed        | Alexandr Nikolaenko Nina Vislova    | Mikkel Delbo Larsen Mie Schjøtt-Kristensen | 22:20, 22:20        |